# 真田幸詮
真田 幸詮（さなだ ゆきあきら）は、江戸時代中期の信濃国松代藩の世嗣。官位は従五位下・出羽守。

## 略歴
正徳3年（1713年）、4代藩主・真田信弘の長男として誕生。正室は松平忠雅娘。
享保12年（1727年）に徳川吉宗に初御目見するが、家督を継ぐことなく、享保21年（1736年）に早世した。
代わって弟・信安が嫡子となり、のち藩主となった。